# Marie de Montferrat (1508-1530)
 (juin 2022).
Si vous disposez d'ouvrages ou d'articles de référence ou si vous connaissez des sites web de qualité traitant du thème abordé ici, merci de compléter l'article en donnant les références utiles à sa vérifiabilité et en les liant à la section « Notes et références ».
Marie de Montferrat (19 septembre 1508 - 15 septembre 1530) est une aristocrate italienne issue de la maison Paléologue.

## Biographie
Marie est née à Casale Monferrato, et est l'aînée des enfants du marquis Guillaume IX de Montferrat, et d'Anne d'Alençon. Elle a une sœur, Marguerite, et un frère, Boniface IV de Montferrat.
En 1517, sa mère la fiance à Frédéric II de Mantoue, fils d'Isabelle d'Este. Cependant, le contrat de mariage est annulé, car Frédéric accuse Marie d'avoir tenté d'empoisonner sa maîtresse Isabella Boschetti, épouse du comte de Calvisano.
La mort sans descendance de son frère en juin 1530 relance l'intérêt du duc de Mantoue, mais sa mort en septembre 1530 arrête le projet. C'est finalement sa sœur qui épouse le duc et hérite du marquisat de Montferrat en 1533.